# (20252) Eyjafjallajökull
Pour les articles homonymes, voir Eyjafjallajökull (homonymie).
(20252) Eyjafjallajökull, désignation internationale (20252) Eyjafjallajokull, est un astéroïde de la ceinture principale.

## Description
(20252) Eyjafjallajökull est un astéroïde de la ceinture principale. Il fut découvert le 1er mars 1998 à La Silla par Eric Walter Elst. Il présente une orbite caractérisée par un demi-grand axe de 2,27 UA, une excentricité de 0,07 et une inclinaison de 7,1° par rapport à l'écliptique.

## Compléments